# 미 산란
미 산란(Mie scattering)은 입자의 크기가 빛의 파장과 비슷할 경우 일어난다. 빛의 파장보다는 입자의 밀도, 크기에 따라서 반응한다. 수증기 매연 알갱이 등과의 충돌이 미 산란에 해당한다. 구름이 흰색으로 보이는 것도 미 산란의 예인데 구름의 작은 물방울이 모든 빛을 산란시키기 때문에 흰색으로 보이는 것이다. 레일리 산란(Rayleigh)과 비교해서 파장의 의존도가 낮다.

## 같이 보기
- 수치 전자기학